# As Above...
As above... fue el tercer álbum lanzado en 1982 por el grupo islandés Þeyr a través de la discográfica Shout en formato de vinilo de 12” (33 rpm).

Integrado por 11 canciones, As above contiene versiones en inglés de los éxitos de Þeyr. Una canción que destaca del resto es “Killer Boogie”, debido a que es considerada como un intento por parte del grupo para tener trascendencia internacional.

“Killer Boogie” y “Rúdolf” vuelven a aparecer en el disco Rokk í Reykjavík (“Rock en Reikiavik”), un compilado lanzado también en 1982 que cuenta con la participación de varias bandas islandesas reunidas en recital que también fue documentado en video.
Las grabaciones originales de este como del resto de los discos de Þeyr se consideran perdidas o robadas, por lo que no se hicieron reediciones posteriores. La portada de este disco es la misma que la de Mjötviður Mær, de 1981.

## Lista de canciones
Cara A:
1. Homo Gestalt
2. Killer Boogie
3. Dead/Undead
4. Wolf
5. Technologos
6. Poeme

Cara B:
1. Current
2. Rúdolf
3. Are You Still There
4. Though
5. Shout

## Músicos
- Vocalista: Magnús Guðmundsson.
- Guitarra: Guðlaugur Kristinn Óttarsson.
- Guitarra: Þorsteinn Magnússon.
- Bajo: Hilmar Örn Agnarsson.
- Batería: Sigtryggur Baldursson.